# Кафр-еш-Шейх
Кафр-еш-Шейх (Кафр-ель-Шейх, араб. كفر الشيخ) - місто в Єгипті, у середньо-північній частині дельти Нілу, адміністративний центр однойменної провінції. Населення 147 393 жителів (2006). Дві центральні вулиці - Ен-Набаві Ель-Мухандіс і Ель-Халіфа Ель-Маамун.

## Історія
Відомий з часів Стародавнього Єгипту під назвою Дамбільфон. Пізніше місто стало називатися Талха в честь Магрибського (марокканського) шейха Талха Абі Саїд Аль-Талмасані, який приїхав сюди в 1204 році і був похований в мавзолеї в місті Кафр-еш-Шейх. Місто носить сучасну назву з 1952 року. До утворення провінції Кафр-еш-Шейх входив до складу провінції Гарбія, центром якої було тоді місто Ель-Махалла-ель-Кубра.

## Освіта
В 2006 році було видано республіканський наказ за номером 126 про утворення Університету Кафр-еш-Шейха. До цього виш був філією Тантського університету. В університеті 9 факультетів: комерції, інжинірингу, ветеринарії, гуманітарних наук, педагогічний тощо.

## Район Кафр-еш-Шейх
Кафр-еш-Шейх, крім того, що він адміністративний центр губернаторства, є також центром району. В районі проживає 469,893 жителів (2003). Площа - 425.78 км². Частка неписьменних - 39%. В раоне знаходиться 9 сільських місцевих громад, до яких відносяться 38 сіл і 246 дрібних поселень.

## Відомі жителі і уродженці
- Хуссам Галі - футболіст, гравець ФК Тоттенхем
- Саад Сайфула - прем'єр-міністр Єгипту
- Мухаммед Атта - терорист-смертник